# Speyer
Speyer (izg. [špạiəɹ]) je grad na jugoistoku njemačke savezne pokrajine Porajnje-Falačka na rijeci Rajni, 20 km južno od Mannheima i 21 km jugozapadno od Heidelberga. Jedan je od najstarijih njemačkih gradova i u njemu danas živi oko 50,000 stanovnika.
Speyer je drevni carski grad u kome je sagrađena impozantna romanička katedrala koja je jedan od najznačajnijih spomenika iz vremena Svetog Rimskog Carstva. U njoj je sahranjeno osam njemačkih careva i kraljeva. Od 1981. se nalazi na popisu UNESCO-ve Svjetske baštine. Godine 2021. grad je opet uvršten na popis zajedno s Wormsom i Mainzom radi njihovih ostataka židovskih općina koje su djelovale u njima („ShUM gradovi”).

## Povijest
Grad Noviomagus su osnovali Rimljani oko 10. godine pr. Kr. kao jedan od pograničnih rimskih logora na Rajni, a namjena mu je bila i da posluži kao baza za daljnja osvajanja na istočnoj obali Rajne. Prema tome je Speyer jedan od najstarijih gradova u Njemačkoj. Godine 275. razrušili su ga Germani, a u 4. st. je obnovljeno kao Civitas Nemetum (kao je zabilježeno i na karti Tabula Peutingeriana) kad su ga naselili teutonski Nemeti. U 5. st., nakon raspada rimskoga limesa, naselje su napustili romanizirani stanovnici, a naselili su ga franački Germani pa je rimski Nemetum postao srednjovjekovna Spira. 
Od 7. st. bio je sjedište biskupije, a od 1024., za salijske dinastije, duhovno središte Svetoga Rimskog Carstva Njemačke Narodnosti. Godine 1030. Konrad II., car Svetog Rimskog Carstva, započinje izgradnju gradskih zidina, ali i tada najveće katedrale (Katedrala u Speyeru), koja je danas najveća romanička crkvena građevina (dovršena 1111.). 
U Speyeru je živjela jedna od prvih židovskih zajednica u Carstvu (od oko 1084. god.). Godine 1096., križarska vojska grofa Emicha je na svom putu u Prvom križarskom ratu (poznatom i kao „Narodni križarski rat”) prema Svetoj zemlji bjesnila Porajnjem, masakrirajući nevine židovske zajednice. Speyerski biskup Ivan, s lokalnim vođom Yekutielom ben Mosesom, uspio je spasiti članove zajednice unutar biskupske palače, a kasnije ih je vodio do još jačih utvrda izvan grada.  
Godine 1294. rimokatolički biskup gubi većinu svojih prijašnjih prava i od tada je Speyer slobodni carski grad Svetog Rimskog Carstva.
Godine 1349. židovska zajednica Speyera istrijebljena je u općem pogromu.
Godine 1526–1689. bio je sjedište državnog suda i mjesto zasjedanja državnog sabora (Reichskammergericht). 
Dana 19. travnja 1529., tijekom „Drugog sabora evangeličke luteranske države u Speyeru”, knezovi/izbornici Svetog Rimskog Carstva koji su ju podržavali prosvjedovali su protiv rezolucija protiv reformacije (Protest u Speyeru). Otuda i od tada je početak upotrebe opisnog izraza „protestantizam”, tj. „protestanti”).
Godine 1689. grad je teško oštećen u invaziji francuskih kraljevskih trupa, a između 1792. i 1814., nalazi se pod francuskom okupacijom i jurisdikcijom pod Prvom francuskom Republikom i kasnije Napoleonova Prvog francuskog Carstva.
Nakon pada Napoleona, 1816. god Speyer postaje sjedište uprave Pfalza i vlade Rajnskog okruga Kraljevine Bavarske, i to ostaje 129 godina do kraja Drugog svjetskog rata kada 1945. god. postaje sastavnim dijelom njemačke savezne zemlje Rheinland-Pfalz.
Godine 1990. Speyer slavi svoju 2000. obljetnicu, uoči ponovnog ujedinjenja Savezne Republike Njemačke i kraja Hladnog rata.

## Znamenitosti
Najvažnije znamenitosti grada su:
- Romanička Katedrala u Speyeru
- Starogradska vrata (Altpörtel)
- Neogotička Memorijalna crkva (Gedächtniskirche)
- Kasnobarokna Crkva Trojstva (Dreifaltigkeitskirche)
- Židovsko dvorište (Judenhof Speyer)
- Povijesni muzej Pfalza

## Gospodarstvo i prijevoz
Speyer je gospodarsko središte s rafinerijama nafte, strojogradnjom, proizvodnjom zrakoplova, elektrotehničkom, elektroničkom i kemijskom industrijom, te tiskarstvom. Lučki promet iznosi 0,6 milijuna tona (2010.). Okolica je poznati vinogradarski kraj (proizvodnja pjenušavih vina).
Speyer se nalazi na željezničkoj pruzi Schifferstadt-Wörth i nudi veze svakih sat vremena s Karlsruheom i gradovima u metropolitanskom području Rhine-Neckar (kojem Speyer također pripada).
Zračna luka Speyer (Flugplatz Speyer, ICAO: EDRY) je zračna luka općeg zrakoplovstva koja se nalazi 4 km južno od središnje poslovne četvrti grada Speyera.

## Gradovi partneri
Speyer je grad partner sa:
| - Chartres Francuska (1959.) - Chichester, Ujedinjeno Kraljevstvo (2023.) - Gniezno Poljska (1992.) - Kursk Rusija (1989.) - Ningde NR Kina (2013.) | - Ravenna Italija (1989.) - Rusizi Ruanda (2001.) - Spalding, Ujedinjeno Kraljevstvo (1956.) - Tønsberg Norveška - Yavne Izrael (1998.) |

## Vanjske poveznice
- Službena stranica grada

1. 1 2 3 4  Speyer, Hrvatska enciklopedija, mrežno izdanje. Leksikografski zavod Miroslav Krleža, 2013. – 2025. Pristupljeno 29.6.2025.
2. ↑  Simon Schama, Povijest Židova, Vintage Books, 2014., str. 298.